# Grevillea fasciculata
Grevillea fasciculata är en tvåhjärtbladig växtart som beskrevs av Robert Brown. Grevillea fasciculata ingår i släktet Grevillea och familjen Proteaceae. Inga underarter finns listade i Catalogue of Life.